# Flughafen Vopnafjörður

i8
i11
i13
Der Flughafen Vopnafjörður (isländisch Vopnafjarðarflugvöllur, IATA-Code: VPN, ICAO-Code: BIVO) ist ein kleiner Flugplatz, der die Gemeinde Vopnafjörður im Austurland, Island bedient.

## Fluggesellschaften und Flugziele
Die Fluggesellschaft Norlandair bedient den Flughafen mit einem Flug an fünf Tagen in der Woche auf der Strecke Akureyri – Vopnafjörður – Þórshöfn – Akureyri.
| Fluggesellschaft | Flugziele          |
| ---------------- | ------------------ |
| Norlandair       | Þórshöfn, Akureyri |